# Pawnee Rock, Kansas
Pawnee Rock là một thành phố thuộc quận Barton, tiểu bang Kansas, Hoa Kỳ. Năm 2010, dân số của xã này là 252 người.

## Dân số
Dân số các năm:
- Năm 2000: 356 người
- Năm 2010: 252 người